# 쿠라우카라

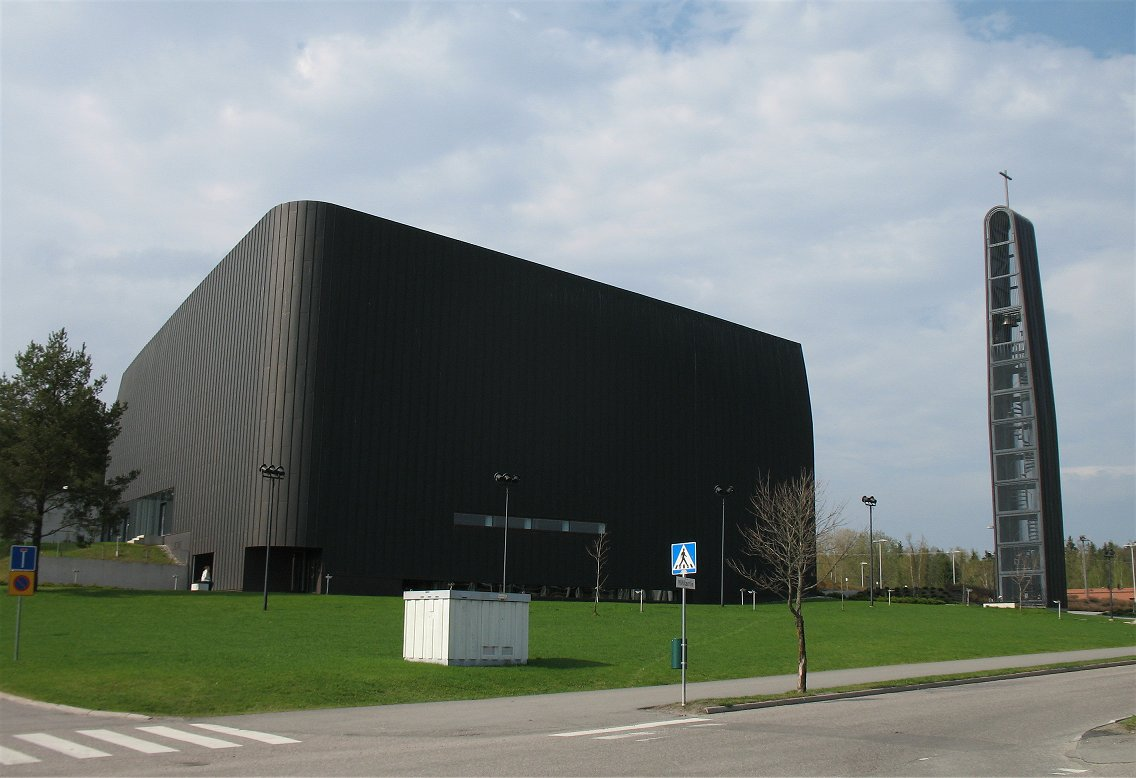
쿠라우카라 교회

쿠라우카라(핀란드어: Klaukkala, 스웨덴어: Klövskog)는 핀란드 누르미 얘 르비시 남쪽에 있는 마을이다. 그것은 누르미얘르비에서 가장 큰 마을이며, 종종 실수로 다른 도시로 간주하고 있다. 1970년대 이후 쿠라우카라 그때까지 누르미 얘 르비에서 가장 큰 마을이었다 라야마키보다 커졌다. 쿠라우카라에 속하는 지역이다 레뿌사마은 전 핀란드 총리 마티 반하넨이 현재 살고있는 곳이다.
쿠라우카라의 인구는 약 18,000 명으로 누르미 얘 르비에서 가장 빠르게 성장하고있는 지역이다. 쿠라우카라는 헬싱키 중심부에서 차로 30 분 거리에 있는 농촌으로 특히 어린이를 동반 한 가족을 매료시키고 있기 때문에, 헬싱키 교외에서 이주가 많다. 쿠라우카라에서 에스 국경까지 더 반 타의 국경까지의 거리는 약 5 km 헬싱키까지의 거리는 30 km 미만이다. 인구의 증가로 인한 트래픽 증가 문제를 일으킨다. 따라서 쿠라우카라를 우회하는 새로운 도로가 1980년대부터 계획되어 있으며, 아마도 헬싱키 철도 교통 연결도 계획되어 있다.
쿠라우카라에는 많은 초등학교가 있다. 쿠라우카라에는 누르미 얘 르비의 3 개의 체육관 중 하나가 있다. 가능한 관광의 광경은 2004년에 지어진 쿠라우카라 교회이다. 이 마을에는 에기나의 네쿠타리오스 목조 정교회도 있다.
핀란드어로의 쿠라우카라의 이름은 집의 이름을 기반으로 한다. 여기에는 집 초기 호스트의 이름, 즉 니콜라스의 이름의 변종도 포함되어 있다. 스웨덴 이름은 접두사 "klöv"는 발굽을 의미하고, 접미사 "skog"숲을 의미한다.